# Дост-хан
Дост-хан (убит в 1558) — девятый узбекский правитель из династии шибанидов в Хорезмском государстве, правивший в 1557 — 1558 годах.

## Приход к власти

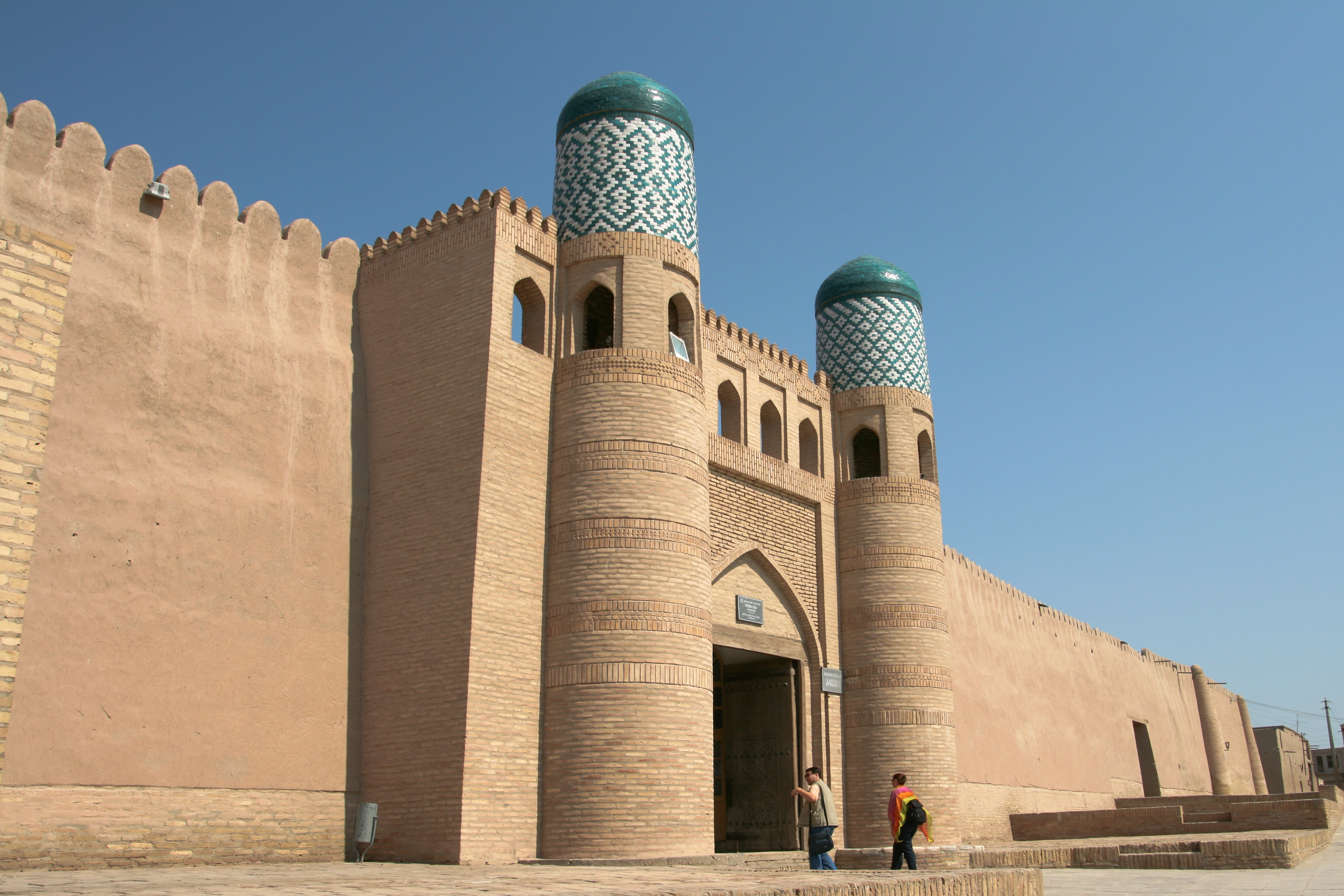
Ворота Хивы

Дост-хан или Дуст Мухаммад-хан был сыном Буджуга-хана и потомком узбекского хана Йадгар-хана. Он пришёл к власти после смерти Агатай-хана в 1557 году. Резиденцией хана был город Ургенч.

## Смерть
Период правления Дост-хана отличался борьбой за власть в результате которой он был убит в 1558 году. К власти в Хорезме пришёл Хаджи Мухаммад-хан.